# Sons of Northern Darkness
Sons of Northern Darkness – siódmy album norweskiego blackmetalowego zespołu Immortal. Został wydany 5 lutego 2002 roku przez wytwórnię płytową Nuclear Blast.
Według danych z kwietnia 2002 album sprzedał się w nakładzie 3,223 egzemplarzy na terenie Stanów Zjednoczonych.

## Lista utworów

### CD
1. "One by One" – 5:00
2. "Sons of Northern Darkness" – 4:47
3. "Tyrants" – 6:18
4. "Demonium" – 3:57
5. "Within the Dark Mind" – 7:31
6. "In My Kingdom Cold" – 7:17
7. "Antarctica" – 7:12
8. "Beyond the North Waves" – 8:06

### DVD ("Live at BB Kings Club New York 2003", dodatek do reedycji z 2005 roku)
Nagranie pochodzi z koncertu, który odbył się w ramach Metal Gods Tour w klubie B.B. Kings w Nowym Jorku, Stany Zjednoczone.
1. "Wrath From Above" – 6:19
2. "Damned in Black" – 7:42
3. "One by One" – 5:41
4. "Tyrants (Part 1)" – 2:00
5. "Tyrants (Part 2)" – 4:56
6. "Solarfall" – 6:58
7. "Beyond the North Waves" – 10:36

## Twórcy
- Abbath (Olve Eikemo) – śpiew, gitara
- Iscariah (Stian Smørholm) – gitara basowa (tylko na CD)
- Saroth (Yngve Liljebäck) – gitara basowa (tylko na dodatkowym DVD)
- Horgh (Reidar Horghagen) – perkusja
- Peter Tägtgren – produkcja
- Lars Szöke – inżynieria dźwięku